# Mei Ishihara
Mei Ishihara (8 de enero de 2002) es una deportista japonesa que compite en natación. Ganó dos medallas de bronce en el Campeonato Mundial Junior de Natación de 2019, en las pruebas de 200 m braza y 200 m estilos, y dos medallas de bronce en el Campeonato Pan-Pacífico Junior de Natación de 2018.